# Лозунги на Кока Кола
От създаването си през 1886 година, Кока-Кола създава много забележителни и запомнящи се стихчета и лозунги.
- 1886 – Drink Coca-Cola („Пий Кока-Кола“).
- 1904 – Delicious and refreshing („Вкусна и освежаваща“).
- 1905 – Coca-Cola revives and sustains („Кока-Кола възстановява и поддържа“).
- 1906 – The great national temperance beverage („Великата национална безалкохолна напитка“).
- 1908 – Good til the last drop („Добра до последната капка“).
- 1917 – Three million a day („Три милиона на ден“).
- 1922 – Thirst knows no season („Жаждата не познава сезон“).
- 1923 – Enjoy life („Наслади се на живота“).
- 1924 – Refresh Yourself („Освежи се“).
- 1925 – Six million a day („Шест милиона на ден“).
- 1926 – It had to be good to get where it is.
- 1927 – Pure as Sunlight („Чиста като слънчева светлина“).
- 1927 – Around the corner from anywhere. („От всеки ъгъл, отвсякъде“)
- 1928 – Coca-Cola ... pure drink of natural flavors. („Кока-кола... чиста напитка с естествен вкус“)
- 1929 – The pause that refreshes („Почивката която освежава“).
- 1932 – Ice-cold sunshine („Ледено щастие“).
- 1938 – The best friend thirst ever had („Най-добрият приятел на жаждата, който някога е имала“).
- 1938 – Thirst asks nothing more („Жаждата не иска нищо повече“).
- 1939 – Coca-Cola goes along. („Кока-кола продължава“).
- 1939 – Coca-Cola has the taste thirst goes for („Кока-Кола има вкуса, който жаждата харесва“).
- 1939 – Whoever you are, whatever you do, wherever you may be, when you think of refreshment, think of ice cold Coca-Cola („Който и да си, каквото и да правиш, където и да си, когато мислиш да се освежиш, помисли за студена Кока-Кола“).
- 1942 – The only thing like Coca-Cola is Coca-Cola itself („Единственото нещо подобно на Кока-Кола е Кока-Кола“).
- 1948 – Where there's Coke there's hospitality („Където има Кока-Кола, има и гостоприемство“).
- 1949 – Coca-Cola ... along the highway to anywhere.
- 1952 – What you want is a Coke („Това, което искаш, е Ко̀ла“).
- 1956 – Coca-Cola ... makes good things taste better („Кока-Кола... прави нещата по-вкусни“).
- 1957 – Sign of good taste („Знак за добър вкус“)
- 1958 – The Cold, Crisp Taste of Coke („Студеният освежаващ вкус на Ко̀ла“).
- 1959 – Be really refreshed („Бъди истински освежен“).
- 1963 – Things go better with Coke („Нещата вървят по-добре с Ко̀ла“).
- 1969 – It's the real thing
- 1975 – Look Up America („Вдигни очи, Америка“, само за САЩ).
- 1976 – Coke adds life („Кока-кола ти дава живот“).
- 1979 – Have a Coke and a smile („Пий Ко̀ла и се усмихни“).

- 1982 – Coke is it! („Ко̀ла – това е!“).
- 1985 – America's Real Choice („Истинският избор на Америка“).
- 1986 – Red White & You („Червено, Бяло и Ти“, за Кока-Кола Класик).
- 1986 – Catch the Wave („Хвани вълната“, създадена за пускането на New Coke).
- 1987 – You Can't Beat the Feeling („Не можеш да победиш чувството“).
- 1990 – Can't beat the real thing (само в САЩ и Канада).
- 1993 – Always Coca-Cola („Винаги Кока-Кола“).
- 2000 – Enjoy („Наслади се“).
- 2001 – Life tastes Good („Животът има добър вкус“).
- 2003 – Real („Истинска“, само в САЩ и Канада).
- 2003 – Make It Real (само за Великобритания).
- 2003 – As It Should Be („Каквато трябва да бъде“, само за Австралия и Нова Зеландия).
- 2006 – The Coke Side of Life.
- 2008 – Live on the Coke side of Life.